# Ondemar Dias
Ondemar Ferreira Dias Júnior (17 de dezembro de 1939) é arqueólogo e, também, foi fundador do Instituto de Arqueologia Brasileira (IAB), em 1961. Considerado um dos brasileiros pioneiros da arqueologia brasileira do século XX, destacou-se principalmente por seus estudos realizados a respeito dos Sambaquis no Brasil e sobre os Geoglifos descobertos na região da Floresta Amazônica.

## Carreira profissional
Não tendo curso de Arqueologia no Brasil na época, Ondemar Dias escolhe cursar História pela então Universidade de Brasil, atual Universidade Federal do Rio de Janeiro (UFRJ); na qual conclui a sua graduação em 1962, e onde obteria posteriormente também o seu mestrado.
Por volta de 1962, entra no Centro de Pesquisas Arqueológicas da Universidade Federal do Paraná (UFPR), pois Ondemar ficou sabendo que haveria cursos de Arqueologia nesta instituição, pela qual realizou cursos de extensão para especializar-se em Pré-história, vindo a pós-graduar-se nesta área. Realizou seu doutorado em História Social pela Universidade Federal do Rio de Janeiro.
Em 1967 identificou e delimitou o  sítio arqueológico do Sambaqui da Tarioba, em Rio das Ostras; o local abrigou povos na pré-história e nele foram encontrados restos de esqueleto fragmentado, objetos, ostra gigante, conchas, pedras e também, cerâmica de tradição do povo Una que caracterizam a ocupação de uma antiga civilização estimada em quatro mil e dois mil anos da data de hoje.
No Brasil, ainda jovem, Ondemar teve participação na criação do Programa Nacional de Pesquisas Arqueológicas (PRONAPA), pois até então as pesquisas arqueológicas eram isoladas e não coordenadas entre si; Ondemar teve inclusive realizado trabalhos arqueológicos nas cabeceiras do Rio Purus e parte oeste da cidade de Rio Branco, no estado do Acre dentro deste projeto.
 

Na década de 1970, dentro das suas atividades realizadas no PRONAPA, Ondemar Dias fez os primeiros registros dos sítios arqueológicos de Geoglifos do Acre, que são estruturas de terra escavadas no solo e formadas por valetas e muretas que representam figuras geométricas de diferentes formas; Ondemar foi pioneiro e localizou oito destas estruturas, que atualmente já se sabe existir mais de 300 e que datam dos anos 200 a.C.. Contudo, foi somente a partir da década de 2000 que esses sítios arqueológicos tiveram maior destaque na imprensa e, devido a repercussão, foram alvo de intervenções científicas mais sistemáticas.

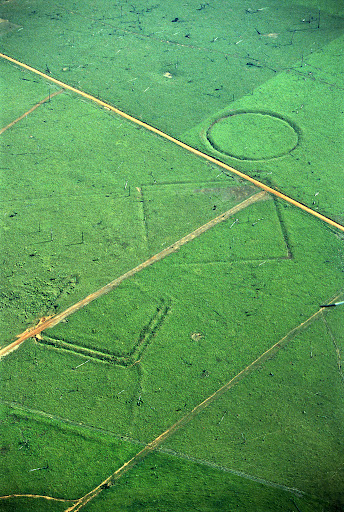
Geoglifos localizados na Fazenda Colorada, no Acre. O arqueólogo Ondemar Dias teve importante participação, ao descobrir as primeiras estruturas

No Rio de Janeiro, foi pesquisador da Divisão de Patrimônio Histórico e Artístico, da Secretaria de Cultura do Estado da Guanabara, até 1974.
Ao longo de sua carreira profissional atuou principalmente nos seguintes temas: Arqueologia Pré histórica, Arqueologia Histórica, História, Arqueologia, Cerâmica. Foi professor dos Cursos sobre a História da Baixada Fluminense, organizados pelo  pelo Instituto de Pesquisas e Análises Históricas e de Ciências Sociais da Baixada Fluminense (IPHAB).
Foi professor sobre temática arqueológicas em diferentes universidades, tais como Universidade Estácio de Sá, dos Cursos de Mestrado e de Doutorado do Instituto de Filosofia e Ciências Sociais da Universidade Federal do Rio de Janeiro (IFCS-UFRJ), Universidade Santa Úrsula, Universidade Severino Sombra e Universidade Gama Filho.
É sócio titular do Instituto Histórico e Geográfico Brasileiro (IHGB), desde de 15 de dezembro de 2004. Também é, desde 2008, Sócio Fundador da Sociedade de Arqueologia Brasileira; entre outras instituições.
É membro efetivo da Society for American Archeology e da International Union of Anthropological and Ethnological Sciences, da Universidade de Chicago, ambas nos Estados Unidos.

## Homenagens e reconhecimento
Em 2017 foi realizada no Solar do Visconde de Araruama, onde esta instalado o Museu Municipal de Campos dos Goytacazes, a exposição Achados Arqueológicos do Sítio do Caju com os trabalhos dos pesquisadores Ondemar Dias e Jandira Neto, que estudaram os vestígios dos índios Goitacá no sítio arquelógico encontrado no bairro do Caju, localizado na cidade. Tal trabalho realizado  por ambos deu origem a um livro publicado por eles, tendo como título o mesmo nome da exposição.

## Algumas publicações
- O Índio no Recôncavo da Guanabara. In: Revista do IHGB. p.p. 399- 641. Rio de Janeiro. RJ. abr/jun. 1998.
- A Pré-História e a História da Baixada Fluminense: A ocupação humana da Bacia do Rio Guandu. IAB Editora. Belford Roxo, RJ, 2017.
- O Castelo (que nunca foi) da Marquesa de Santos ou Crônica de uma Olaria que deu certo IAB Editora. Belford Roxo, RJ, 2011.
- Estudos Contemporâneos de Arqueologia IAB Editora. Belford Roxo, RJ, 2006.
- A Cerâmica Neobrasileira. 1998.
- Arqueologia da Amazônia Ocidental: os Geoglifos do Acre. UFPA. Belém, 2008
- Ancestralidade: o povo de Maricá.
- Arqueologia Interpretativa.
- Notas prévias sobre pesquisas arqueológicas nos estados da Guanabara e do Rio de Janeiro.
- Nossas Ruas tem História: Mesquita/RJ. Memória Fluminense. 2010.
- Itaipu - os desprezados do litoral. IAB Editora. Belford Roxo, RJ
- Pesquisas arqueológicas no sítio do Caju. Fundação Cultural Jornalista Oswaldo Lima. Campos dos Goytacazes, 2014.
- Estudo sobre as casas de comércio e ofícios mecânicos no Rio de Janeiro - 1822